# Folgekosten
Folgekosten sind Kosten, die nach einem Ereignis, einer Handlung, einer Investition oder einem Projekt anfallen.

## Allgemeines
Das Wort setzt sprachlich voraus, dass zuvor bereits Kosten angefallen sind, die ursächlich für die Entstehung weiterer nachträglicher Kosten sind. Dabei können Folgekosten sowohl erwartet als auch unerwartet auftreten. Unerwartete und ungeplante Folgekosten sind im Budget oder in Planungen nicht vorgesehen und unterliegen der Gefahr, nicht amortisiert werden zu können. 
Sowohl der Begriffsinhalt als auch der Begriffsumfang der Folgekosten sind diffus, so dass viele Sachverhalte darunter gefasst werden können und die Beziehung und Abgrenzung des Begriffs zu vergleichbaren Begriffen wie Erhaltungsaufwand, Ewigkeitskosten, Fehlerkosten oder Kriegsfolgelasten nicht immer eindeutig ist. Das führt dazu, dass es Folgekosten in vielen Sachgebieten gibt. 

## Arten
In der Fachliteratur werden insbesondere folgende Ursachen von Folgekosten behandelt:
- Ereignisse: Die Umweltverschmutzung (Bodenkontamination, Gebäudeschäden, Gewässerverschmutzung, Schadstoffbelastung, Trinkwasserbelastung, Waldschäden und Waldsterben) und Umweltbelastung führen zu Umweltschäden, die ökologische Folgekosten verursachen.[1]
- Erhaltungsaufwand liegt dann vor, wenn ein Vermögensgegenstand oder Teile hiervon ersetzt oder in betriebsbereiten Zustand gebracht oder darin belassen werden sollen, ohne dabei seine Funktion zu ändern.[2]
- Handlungen: Ärztliche Behandlungsfehler oder die Einnahme von Suchtmitteln führen zu sozialen Kosten, die von der Allgemeinheit als Folgekosten zu tragen sind.
- Investitionen: Im Investitionsplan nicht vorgesehene Ausgaben wie beispielsweise für Nachtragsarbeiten können nach der Inbetriebnahme eines Investitionsobjekts oder Beendigung eines Projekts einmalig oder laufend entstehen.[3]
- Konfliktfolgekosten: Ursache ist ein Konflikt, der zu Konfliktkosten führt, die wiederum Konfliktfolgekosten nach sich ziehen können.
- Öffentlicher Haushalt: Zu den kameralistischen Folgeausgaben werden Ersatzinvestitionsausgaben, Tilgungsausgaben und Ausgaben für Unterhaltung, Betrieb, Verwaltung und Kreditzinsen gerechnet.[4] Folgekosten enthalten darüber hinaus kalkulatorische Abschreibungen und kalkulatorische Zinsen.
- Produkte/Dienstleistungen:
  - Produktqualität/Dienstleistungsqualität: Bei Reklamationen durch Auftraggeber, Besteller oder Käufer wird der Mangel einer Kaufsache oder Dienstleistung gegenüber dem Verkäufer gerügt. Die hieraus resultierenden Folgekosten werden zu den externen Fehlerkosten gezählt und resultieren aus der Produkthaftung.[5]
  - Direkte Fehlerkosten treten durch Abweichungen auf, ohne dass Maßnahmen zu ihrer Beseitigung ergriffen werden (etwa Ausfall einer Maschine).[6]
  - Operative und strategische Fehlerfolgekosten: siehe Fehlerfolgekosten.
  - Lebenszykluskosten werden als Folgekosten angesehen.[7]
- Projekte: Vor allem öffentliche Investitionsprojekte werden im Hinblick auf ihre Folgekosten diskutiert. Die jeweiligen Investitionsfolgekosten anstehender öffentlicher Investitionsprojekte können ausschlaggebend dafür sein, ob bei einer angespannten Haushaltslage der Gemeinden überhaupt und gegebenenfalls in welchen Projektbereichen investiert wird.[8]
- Volkswirtschaftliche Folgekosten unzureichender Bildung: Geringeres Wirtschaftswachstum führt dazu, dass in Deutschland die Folgekosten unzureichender Bildung über dem Bruttoinlandsprodukt liegen.[9]
- Wohnungseigentum: Hat ein Wohnungseigentümer eigenmächtig eine bauliche Veränderung des Gemeinschaftseigentums vorgenommen, haben die Wohnungseigentümer die Beschlusskompetenz, dies mit der Maßgabe zu genehmigen, dass der die Veränderung vornehmende Wohnungseigentümer die Folgekosten der Maßnahme alleine zu tragen hat.[10] § 16 Abs. 3 WEG erfasst auch diese Folgekosten.[11]

Viele der Folgekosten sind kaum oder gar nicht quantifizierbar, so dass ihre Auswirkungen auf Bilanzen und Haushaltspläne nur schwer abschätzbar ist.

## Fehlerfolgekosten
Als Fehlerfolgekosten werden alle Kosten bezeichnet, die kurz-, mittel- und langfristig durch die Auswirkung von Fehlern entstehen. Fehlerfolgekosten beinhalten nicht die Fehlerkosten der unmittelbaren Fehlerbeseitigung, sondern die Kosten aller zusätzlichen Folgewirkungen. Zu unterscheiden ist zwischen operativen und strategischen Fehlerfolgekosten:
| Operative Fehlerfolgekosten                      | Strategische Fehlerfolgekosten                         |
| ------------------------------------------------ | ------------------------------------------------------ |
| Spezialverpackung notwendig, weil Behälter fehlt | Haftpflicht aus Produkthaftung                         |
| Expresslieferung, weil Teillieferung verspätet   | Imageschaden wegen Produktmangel und Kundenverlust     |
| Nacharbeiten, weil Bauteil fehlte                | Unternehmenswert (Börsenkurs) sinkt wegen Imageschäden |
| Beschwerdemanagement                             | Rückrufaktionen                                        |

Operative Fehlerfolgekosten werden durch die Beseitigung von Fehlern hervorgerufen (etwa die zusätzlichen Verpackungskosten der fehlerhaft verpackten Ware), strategische betreffen stets das Unternehmen als Ganzes. 
Folgekosten sind keine eigene Kostenart, sondern bestehen im Einzelnen aus Unterhaltungs-, Betriebs- und Verwaltungskosten.

## Folgekostenversicherung
Die Folgekostenversicherung ist eine Versicherungsart, die einen Versicherungsnehmer vor finanziellen Folgen von Komplikationen nach medizinisch nicht indizierten Maßnahmen (etwa Schönheitsoperationen) schützt. Sie sichert daher die sehr spezifischen Folgekosten aus misslungenen Schönheitsoperationen ab. Haben sich gesetzlich Krankenversicherte eine Krankheit durch eine medizinisch nicht indizierte ästhetische Operation, eine Tätowierung oder ein Piercing zugezogen, hat die Krankenkasse nach § 52 Abs. 2 SGB V die Versicherten in angemessener Höhe an den Kosten zu beteiligen und das Krankengeld für die Dauer dieser Behandlung ganz oder teilweise zu versagen oder zurückzufordern.